# Vlag van Merchtem
De vlag van Merchtem werd door de gemeenteraad op 23 februari 1989 officieel vastgesteld als de gemeentelijke vlag van de Vlaams-Brabantse gemeente Merchtem. Op 6 juni 1989 werd hij door het Bestuur van Vlaanderen bevestigd en uiteindelijk gepubliceerd op 8 november 1989 in het officiële Belgisch Staatsblad.
Officieel wordt de vlag beschreven als:
Drie banen van wit, van rood en van wit, hoogteverhouding 1 : 2 : 1, met op de middelste baan het gemeentewapen.
De herkomst van de kleuren rood en wit in de achtergrond zijn onbekend.

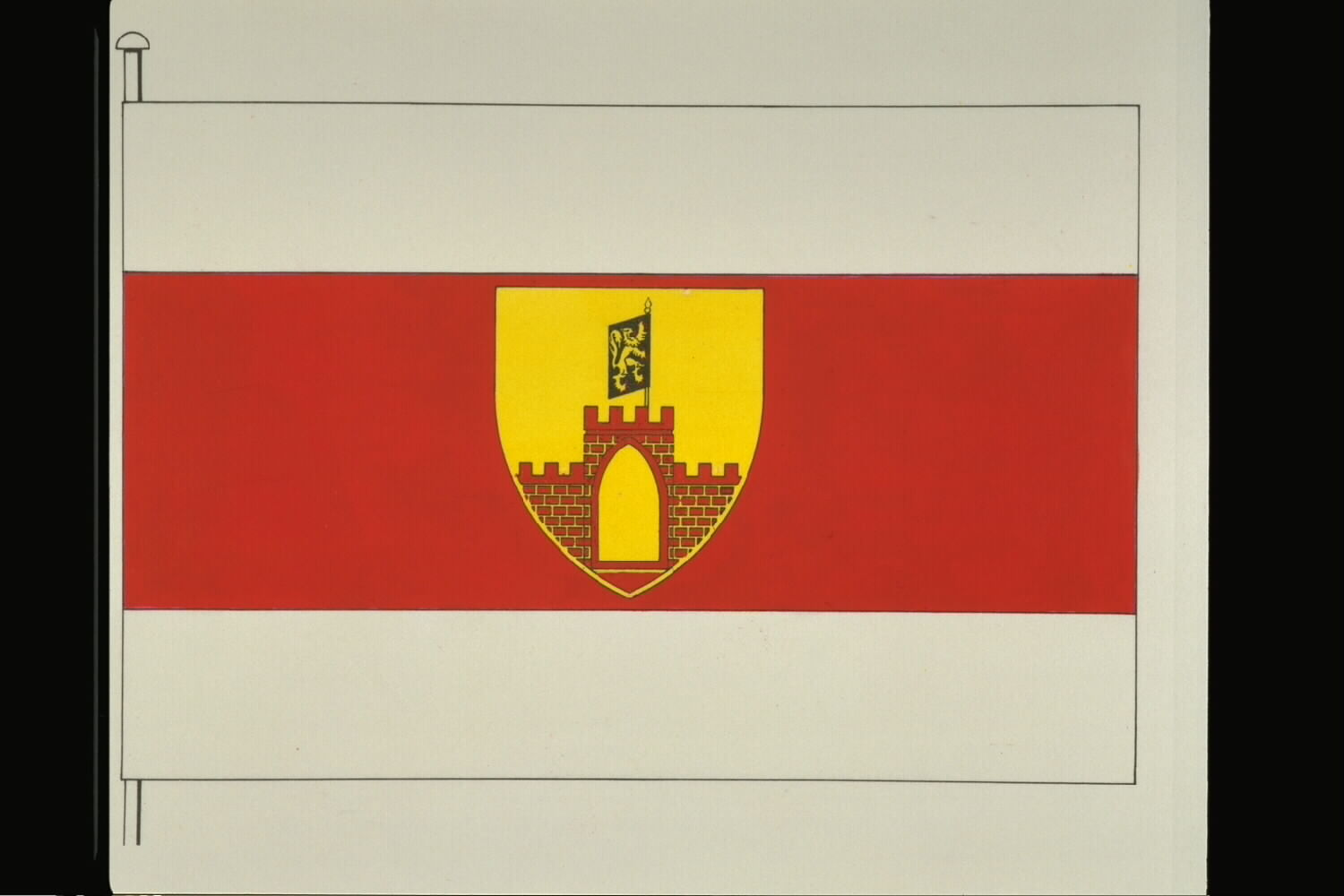
Officiële tekening van de vlag